# Children Without
Children Without ist ein Dokumentar-Kurzfilm von Charles Guggenheim aus dem Jahr 1965.

## Inhalt und Hintergrund
Dieses 29-minütige Dokudrama erzählt das Leben eines jungen Mädchens und ihres Bruders, die aus den „öffentlichen Wohnbau-Projekten“ (Public housing) von Detroit stammen. Der Film untersucht, wie Lehrer und Administratoren der Franklin Elementary School mit Kindern und ihren Familien zusammenarbeiten, um den Kreislauf der Armut zu durchbrechen. Der Film gibt somit einen Einblick in die Lebensumstände der Binnenzuwanderung der 1960er Jahre in die großen Städte, die wie Detroit in der damaligen Zeit von der Automobilindustrie geprägt waren.
Der öffentliche Wohnungsbau in den USA war nach dem Zweiten Weltkrieg durch das 1949 beschlossene Wohnungsbaugesetz (Housing Act of 1949) geprägt, ein Meilenstein, der die Rolle des Bundes in der Hypothekenversicherung sowie beim Bau von Sozialwohnungen umfassend ausbaute. Es war Teil des nationalen Gesetzgebungsprogramms von US-Präsident Harry Truman, des sogenannten Fair Deal. Wenige Monate nach dem Erscheinen des Films am 6. Februar 1965 wurde am 10. August 1965 ein neues Gesetz für Wohnungsbau und Stadtentwicklung (Housing and Urban Development Act of 1965) verabschiedet, eine umfassende Überarbeitung der föderalen Wohnungspolitik in den Vereinigten Staaten, die mehrere bedeutende Erweiterungen der föderalen Wohnungsbauprogramme eingeführt hat. Es gehörte zu der Kampagne Great Society des Präsidenten Lyndon B. Johnson, der Mitte der 1960er Jahre verschiedene Förderprogramme auflegte, zu denen auch das Hochschulgesetz von 1965 (Higher Education Act of 1965) gehörte.
Der Film wurde von Guggenheim Productions für die Bildungsgewerkschaft NEA (National Education Association) produziert. 2016 wurde der Film von der Academy of Motion Picture Arts and Sciences (AMPAS) in die Liste der Erhaltenswerten Projekte (Preserved Projects) des Academy Film Archive aufgenommen.

## Auszeichnungen
Der Film wurde bei der Oscarverleihung 1965 für den Oscar für den besten Dokumentar-Kurzfilm nominiert. Bei der Oscarverleihung 1966 verlor der Film gegen einen anderen Film von Guggenheim Productions, und zwar Nine from Little Rock. Im Laufe seiner Karriere gewann Charles Guggenheim drei Mal einen Oscar und war weitere sechs Mal für einen Oscar nominiert. 
Zudem war Charles Guggenheim beim Chicago International Film Festival für den Gold Hugo für den besten Dokumentarfilm nominiert. 